# Megiddo

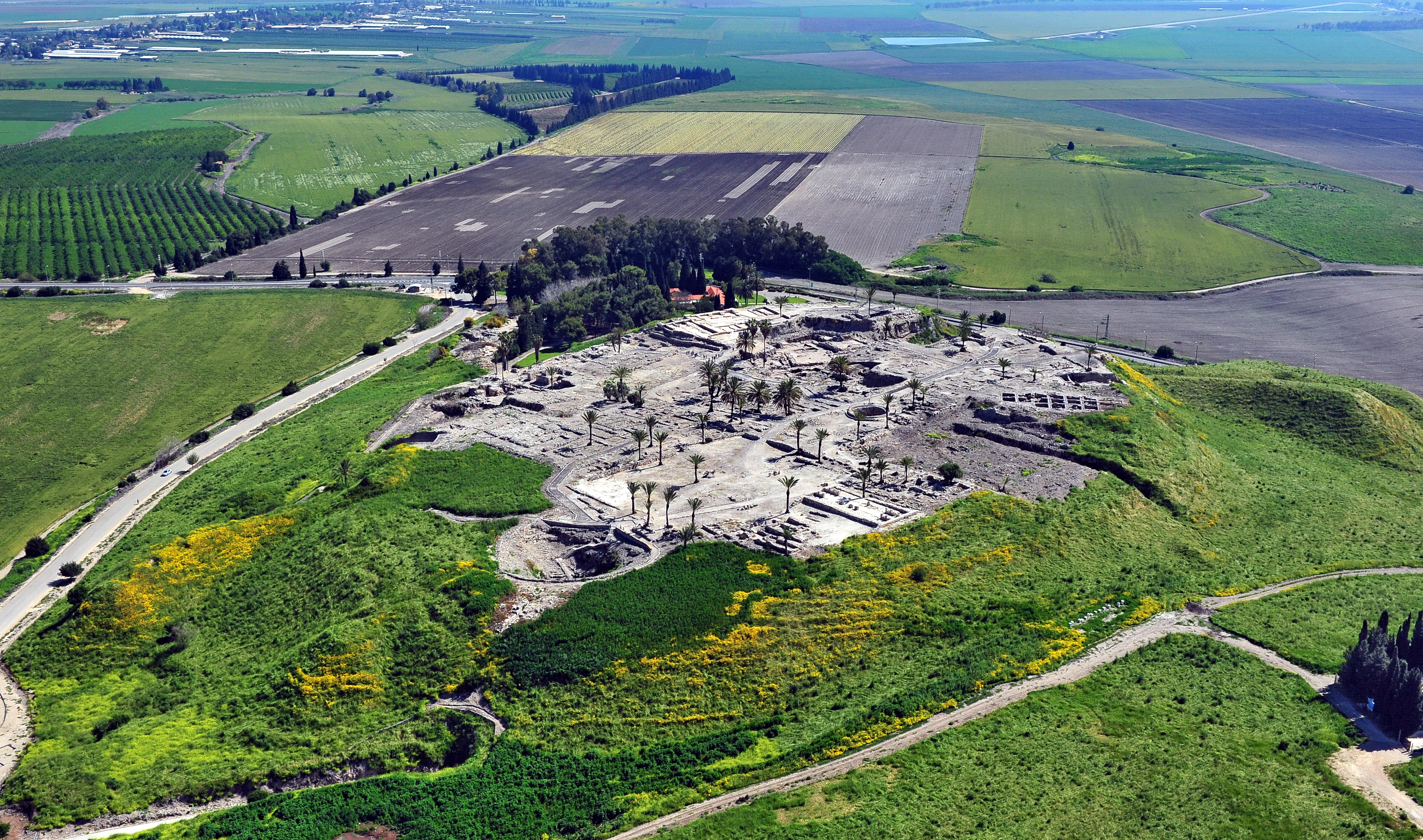
Luftbild des Tell Megiddo

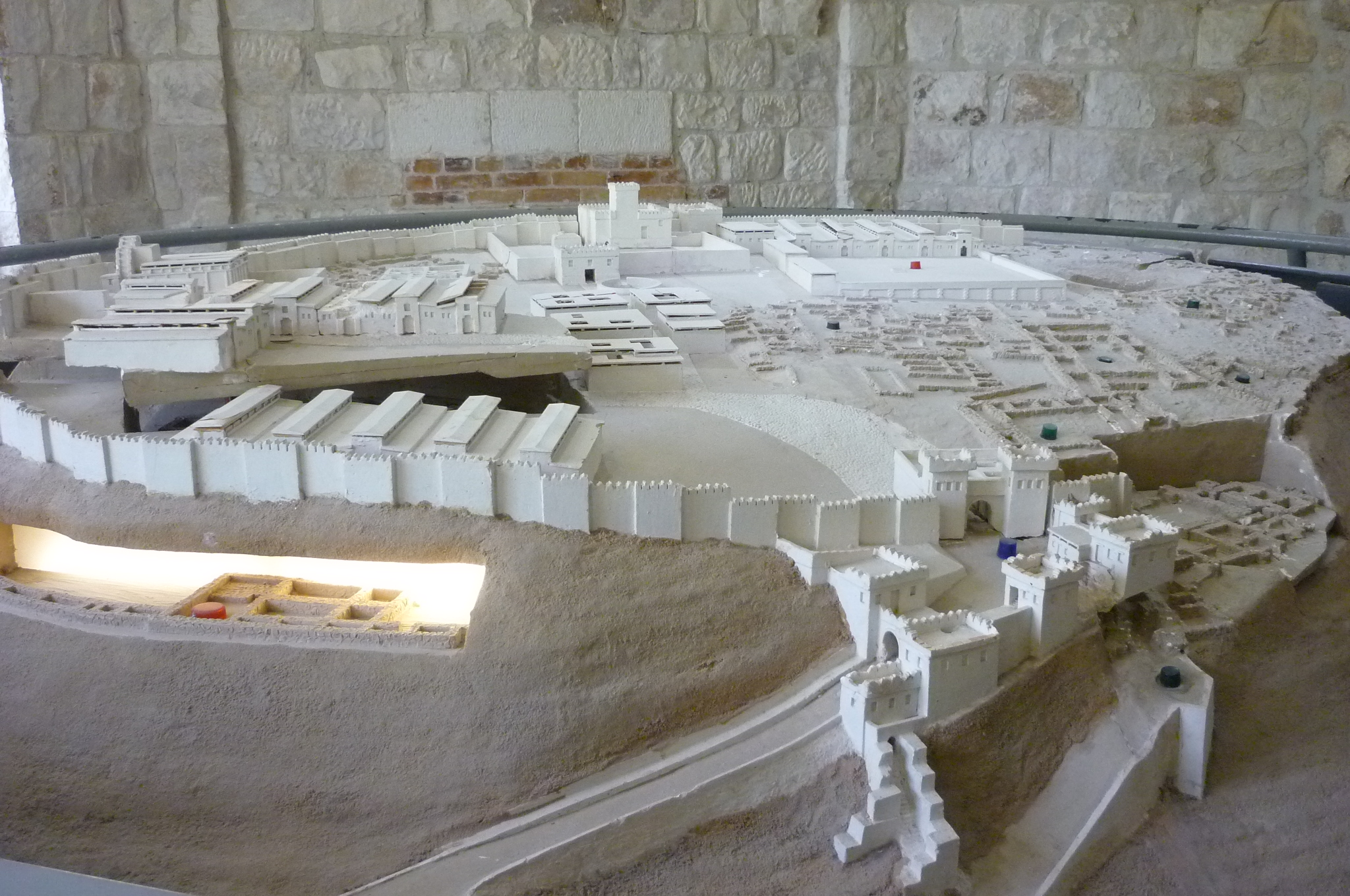
Modell des Tell Megiddo Siedlungsschichten anzeigend, im Vordergrund König Ahabs Pferdeställe (links) und Toranlage (rechts)

Megiddo (hebräisch מגידו / מְגִדֹּו məgiddô), auch Tell el-Mutesellim (arabisch تل المتسلم, DMG Tall al-Mutasallim; altägyptisch Meketi; assyrisch magidū), war in der Antike eine Stadt in der Jesreelebene im nördlichen Israel. Sie befand sich an der Kreuzung der alten Handelsstraße Via Maris von Ägypten nach Syrien und der Route Akko-Sichem-Jerusalem, am Ausgang des Engpasses (Arunah Pass, Wadi Ara) über das Karmel-Gebirge.
Durch wiederholte Bebauung entwickelte sich ein Tell. Zur Unterscheidung zum nahe gelegenen, nach dem antik-biblischen Ort benannten Kibbuz Megiddo wird die archäologische Stätte häufig auch als Tel Megiddo bezeichnet. Der Tell ist ein Nationalpark und Bestandteil der UNESCO-Welterbestätte Biblische Siedlungshügel – Megiddo, Hazor und Be’er Scheva.

## Lage
Der Tel Megiddo liegt im Nordbezirk Israels an der Kreuzung der Schnellstraßen  und  nahe dem Kibbuz Megiddo 12 km südwestlich der Stadt Afula.

## Bedeutung
Megiddo wird als wichtigste archäologische Stätte der biblischen Periode in Israel und als eine der bedeutendsten Forschungsstätten des Nahen Ostens angesehen. Seit Juli 2005 ist Megiddo gemeinsam mit Hazor und Be’er Scheva UNESCO-Weltkulturerbe.
Die militärische Bedeutung des Ortes und seine Rolle als militärisches Schlachtfeld spiegeln sich in der Apokalypse des Johannes im Neuen Testament. Armageddon, abgeleitet von „Har Megiddo“ (der Berg von Megiddo), erscheint dort als der Ort der biblischen Endschlacht zwischen Gut und Böse (Off 16,16 ).

## Geschichte
Die bedeutende Siedlungsgeschichte von Megiddo reicht über mehr als 4000 Jahre von der Neolithischen Periode über die Bronzezeit als kanaanäische Stadt bis in die Eisenzeit als israelitische Stadt. Mit der nachfolgenden persischen Zeit (587 bis 332 v. Chr.) endet die Siedlungsgeschichte. Megiddo verliert in der hellenistischen Zeit (332 bis 152 v. Chr.) seine Dominanz an die Küstenstädte und der Tell wird aufgegeben.

### Chalkolitische Periode (4.500 bis 3.300 v.Chr.)
Die ältesten Siedlungsspuren in Megiddo werden auf das 4. Jahrtausend datiert. Wegen seiner strategischen Lage am Pass über das Karmel-Gebirge entwickelte sich die Siedlung schon um 3000 zu einer stark befestigten Stadt.

### Frühe Bronzezeit (3.300 bis 2.000 v.Chr.)
Mit Beginn der Frühbronzezeit I (3.300–3.000 v. Chr.) ist Megiddo eine bedeutende kanaanäische Siedlung. Es entstand eine erste massive Stadtmauer. Es wurden ein Palast und Heiligtümer gebaut. Aus dieser Zeit stammt auch der berühmte kanaanäische Rundaltar von Megiddo. Dieser bedeutende Fund in Megiddo aus dem 3. Jahrtausend ist ein konisch gefertigter, freistehender Rundaltar (Hoher Platz), der einen Durchmesser von ca. 7 m besitzt und in Stufen eine Höhe von ca. 125 cm erreicht. Anhand der Knochenfunde wird angenommen, dass hier Tiere geopfert wurden. Der Altar befindet sich im sogenannten heiligen Bezirk und war von mehreren Megaron-Tempeln des späten 3. und frühen 2. Jahrtausends umgeben.
In der frühen Bronzezeit nahm Megiddo internationale Kontakte auf. Funde von Tonscherben mit Siegeln weisen auf Verbindungen mit Syrien, Mesopotamien und Ägypten hin. In Megiddo ist ein starker altägyptisch-kultureller Einfluss erkennbar. Ägyptische Hieroglyphen waren bekannt und wurden imitiert.
Ende der Frühbronzezeit I verließen die Bewohner Megiddo und andere Siedlungen der Region, vermutlich bedingt durch klimatische Veränderungen.
Erst in der Frühbronzezeit II (3.000–2.700 v. Chr.) folgte ein bescheidener Neuauaufbau Megiddos. Die Stadtfläche reduzierte sich auf weniger als 10 % der einstigen Ausdehnung; die Bevölkerungszahl auf etwa 20 %. Zeitgleich entstanden im Süden des heutigen Israels neue altägyptische Handelskolonien, was mit zahlreichen Neugründungen kleinerer Ortschaften verbunden war. Nach der altägyptischen Reichseinigung unter Menes wurden die Handelskolonien aufgegeben, da die nachfolgenden Könige Ägyptens andere Handelswege mit der Levante erschlossen.

### Mittlere und späte Bronzezeit (2.000 bis 1.200 v.Chr.)
Im 2. Jahrtausend v. Chr. erfuhr Megiddo die Zeit seines größten Wachstums. Nach einer massiven Verstärkung der Stadtbefestigung wird die Stadt wieder ein bedeutsamer Stadtstaat. Auf mächtigen Fundamenten wurde eine Mauer aus Lehmziegeln errichtet und mit einer Erdaufschüttung nach außen (Glacis) verstärkt. In dieser Zeit herrschte Ägypten über Kanaan und kontrollierte auch Megiddo. Im Jahr 1457 v. Chr. besiegte Thutmosis III. in der Schlacht bei Megiddo die kanaanäischen Fürsten, um sich einen Landweg nach Syrien zu erschließen. Gegenstände aus Gold und Lapislazuli sowie Elfenbeinschnitzwerk, die im Palast von Megiddo gefunden wurden, zeugen vom Reichtum der Stadt im 13. und 12. Jahrhundert.
In der Spätbronzezeit wurde Megiddo zur kulturellen und politischen Hochburg. Ca. 1.100 v. Chr. wurde die Stadt durch ein Feuer zerstört. Der Name des ägyptischen Pharaos Ramses VI. auf dem Metallsockel einer Statue, der in den Trümmern gefunden wurde, zeigt, dass die Zerstörung zumindest nicht vor Ramses’ VI. Regierungszeit (ca. 1.143–1.136 v. Chr.) stattgefunden haben kann.

### Eisenzeit
Laut biblischen Quellen wurde die Stadt im Zuge der Landnahme durch Josua eingenommen (Jos 12,21 ) und später dem Stamm Manasse zugeordnet (Jos 17,11 ). Bald danach im 12. Jahrhundert v. Chr. wurden Meggido und die ganze Jesreelebene von den Philistern, die von der Mittelmeerküste ins Landesinnere vordrangen, eingenommen. Die Vertreter der Hypothese Davidisch-salomonisches Großreich gehen davon aus, dass König David den Ort erneut eroberte und König Salomo ihn zum Hauptort des 5. Verwaltungsbezirks ausbaute, der unter dem Statthalter Baana (siehe Liste biblischer Personen/B) bis Bet Shean gereicht habe (1 Kön 4,12 ).
Pharao Scheschonq I., der in der Bibel Šišak genannt wird, ließ 918 v. Chr. die Stadt zerstören. König Ahab ließ die Stadt wieder aufbauen. Ahabs Stadt war von starken Kasemattenmauern und einer großen Toranlage umgeben und besaß neben dem Palast mehrere Pferdeställe innerhalb des Festungsbereichs, in denen bis zu 450 Pferde untergebracht werden konnten, mit einer entsprechenden Zahl von Einzelfutterkrippen.
Das hochentwickelte Wassersystem wurde ausgebaut, das bereits den Kanaanäern einen ungehinderten Zugang zur Trinkwasserquelle außerhalb der Stadtmauer auch in Zeiten der Belagerung erschloss. Nordwestlich der Stadt floss Quellwasser aus einer Verwerfung 35 m unterhalb der Stadt in eine Zisterne. Das Wassersystem aus dem 9. Jahrhundert v. Chr. bestand aus dem in den Fels geschlagenen, ca. 35 m tiefen Schacht, an den sich ein ca. 70 m langer Tunnel anschloss.
In der Eisenzeit II gehörte die Stadt zum Nordreich Israel. Die Aramäer eroberten und zerstörten Megiddo etwa um 900 v. Chr. Die Stadt wurde danach völlig neu angelegt: Das schachbrettartige Straßennetz beherbergte eine Siedlung, die zu vier Fünfteln aus Wohnhäusern bestand.
733 v. Chr. übernahmen die Assyrer die Herrschaft über die Stadt. Von einem im Norden gebauten Verwaltungsgebäude aus beherrschte der Assyrerkönig Tiglat-Pileser III. seine frisch eroberte neue Provinz Samaria. Unter seinem Nachfolger, dem assyrischen König Sargon II, blühte Megiddo wieder auf und erreichte eine Bevölkerungszahl von etwa 2.000 Einwohnern. Vermutlich in dieser Zeit oder in der Zeit der letzten israelitischen Könige wurde ein Getreidesilo von 450 m³ Volumen erbaut. Hier konnten etwa 1.000 Tonnen Weizen gelagert werden. Das Silo hat einen Durchmesser von 11 m und eine Tiefe von 7 m, in die zwei Treppen hinabführen. Die Funktion als Getreidesilo wird durch die zwischen den Steinen gefundenen Getreidekörner belegt.
609 v. Chr. stemmte sich König Joschija von Juda in Megiddo gegen die Truppen des ägyptischen Pharaos Necho II., um ein gemeinsames Vorgehen Ägyptens und Assyriens gegen Babylon zu verhindern. Joschija verlor die Schlacht und sein Leben. Das antike israelitische Geschäftsmodell des Handels mit Pferden aus Kleinasien gegen Streitwagen aus Ägypten fand damit endgültig sein Ende. Seit persischer Zeit (nach 538 v. Chr.) verlor die Stadt ihre einstige Bedeutung. In römischer Zeit gab es 2 km südlich des Tells ein Lager der 6. Legion, von dem sich der Name des arabischen Dorfes Lajun (heute Kibbuz Megiddo) ableitete.

### 20. Jahrhundert n.Chr.
1918 fand hier die sogenannte Palästinaschlacht zwischen Briten und Osmanen statt, in der General Allenby den Türken eine schwere Niederlage beibrachte.
Im Palästinakrieg im Jahre 1948 kämpfte bei Megiddo die Golani-Brigade der israelischen Armee gegen die irakische Armee.

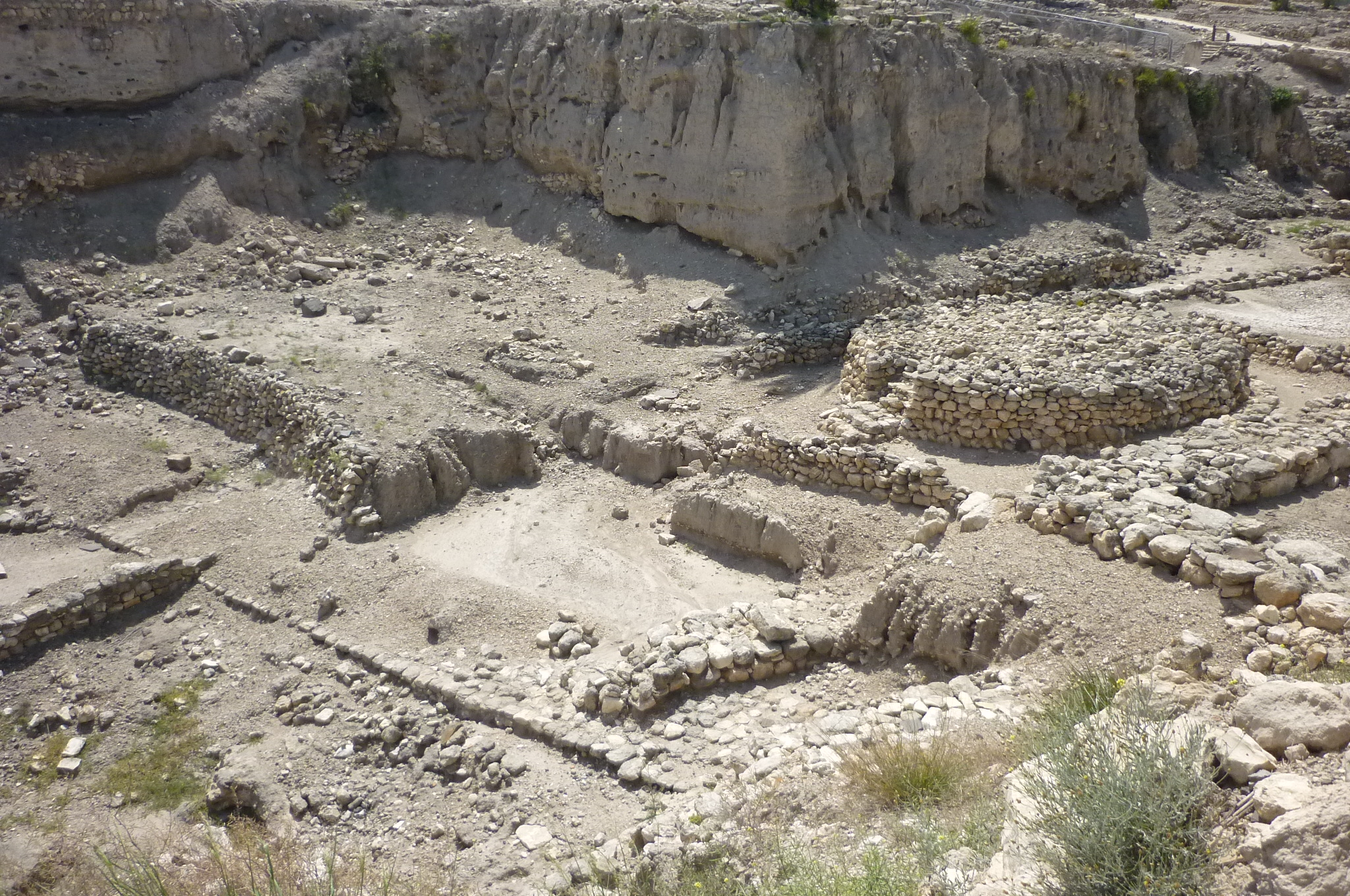
Kanaanäischer Rundaltar
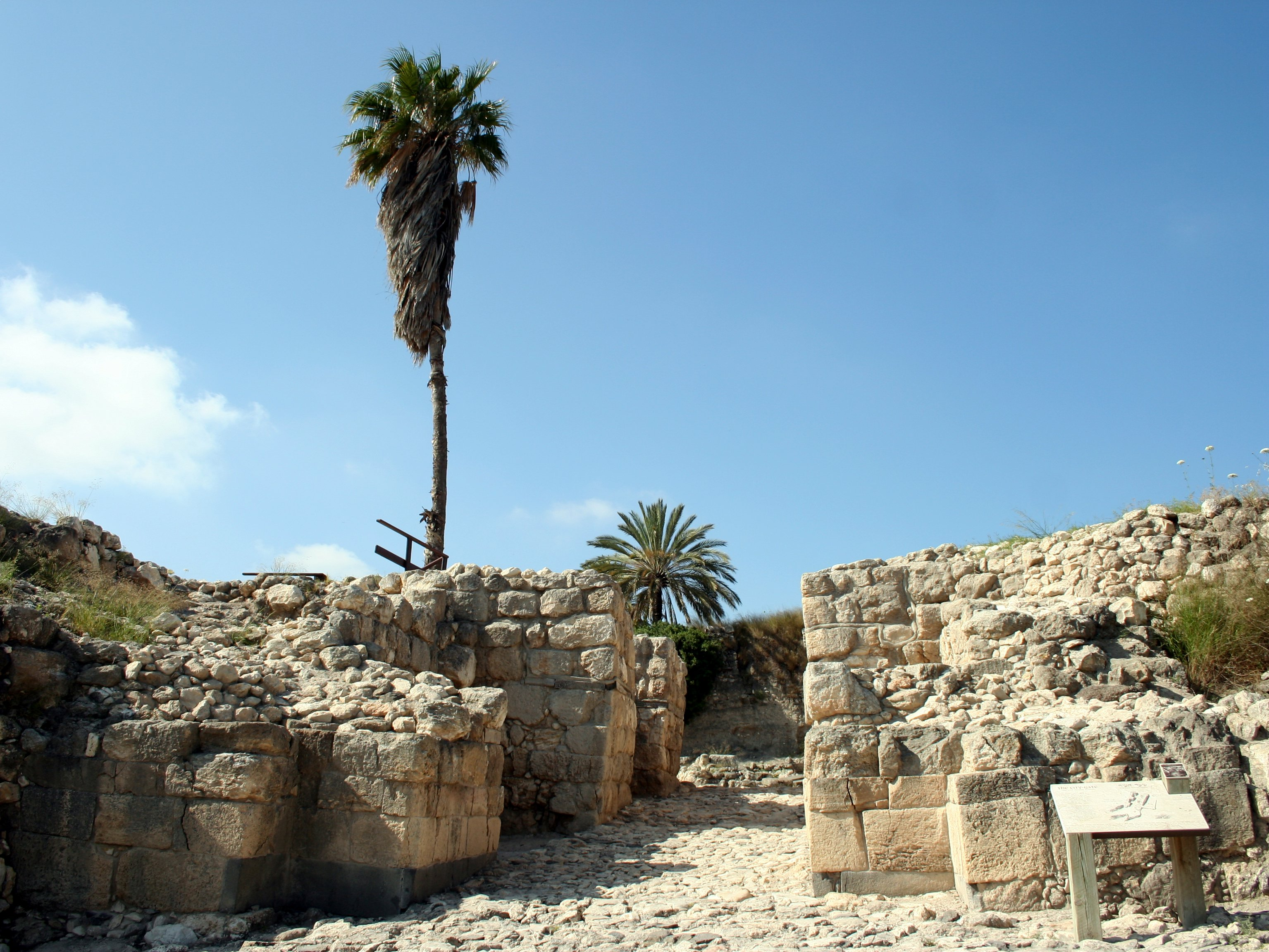
Die spätkanaanäische Toranlage (15. Jh. v. Chr.)
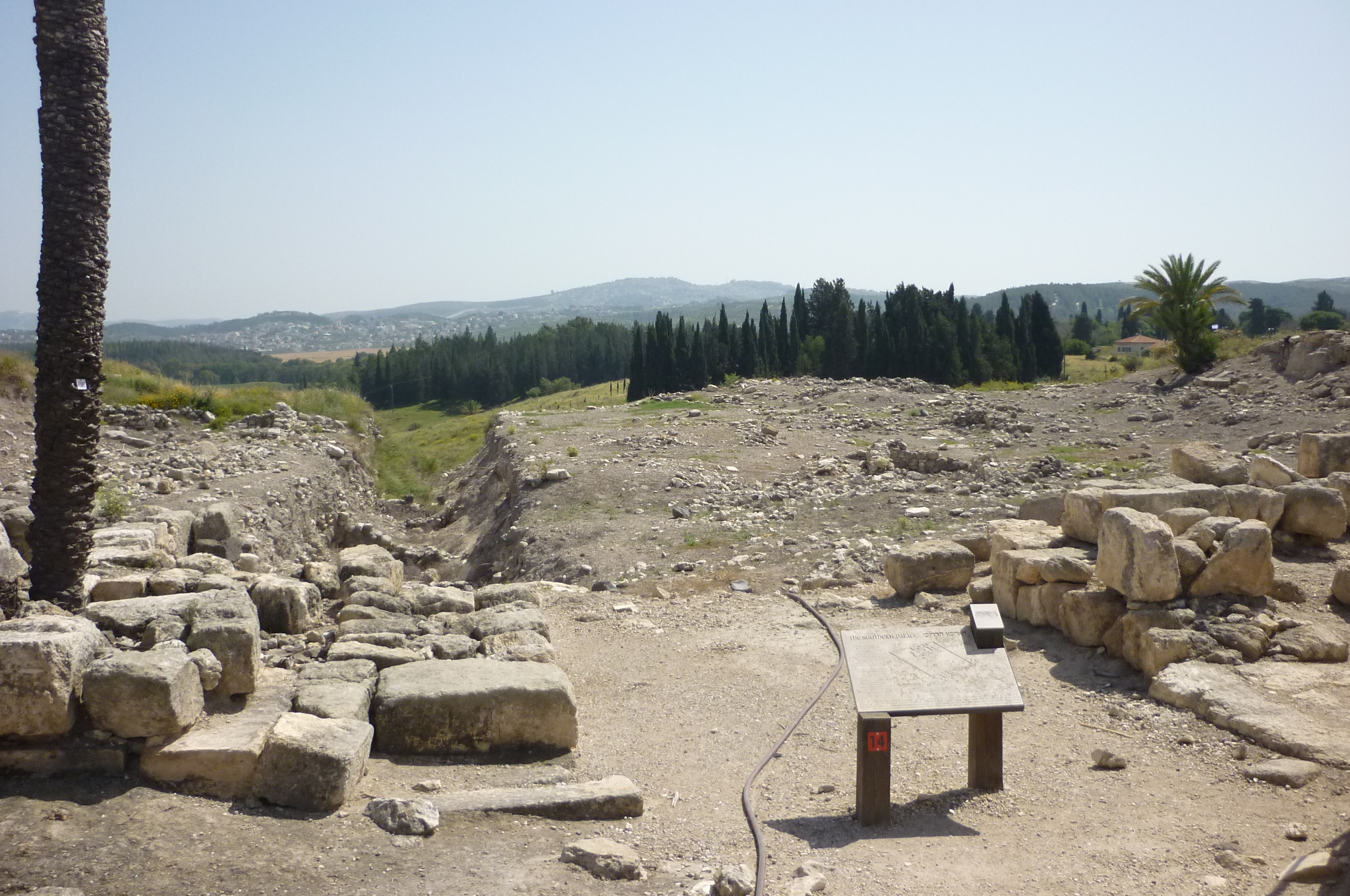
Südlicher (Salomonischer) Palast
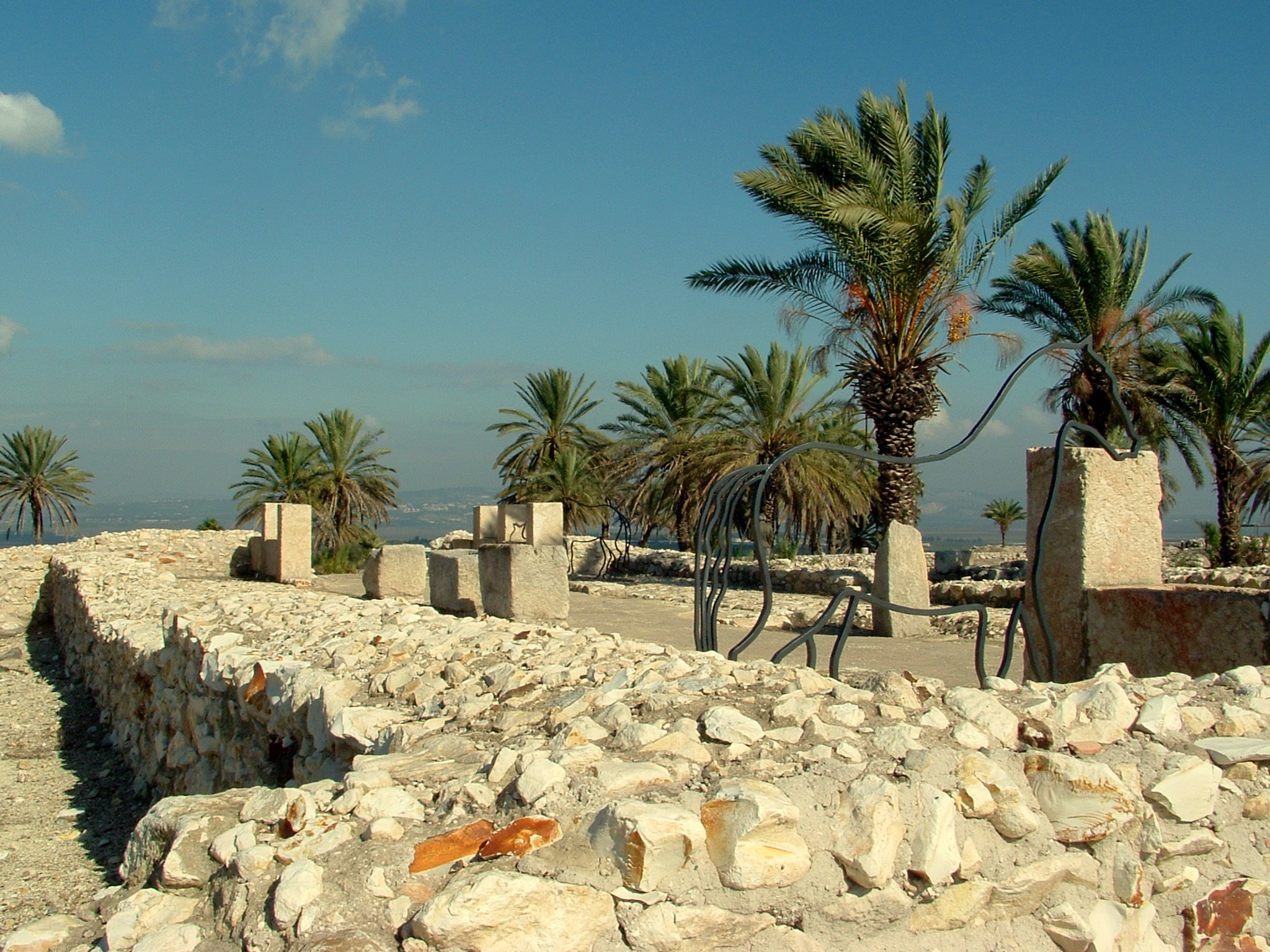
Südliche Pferdeställe
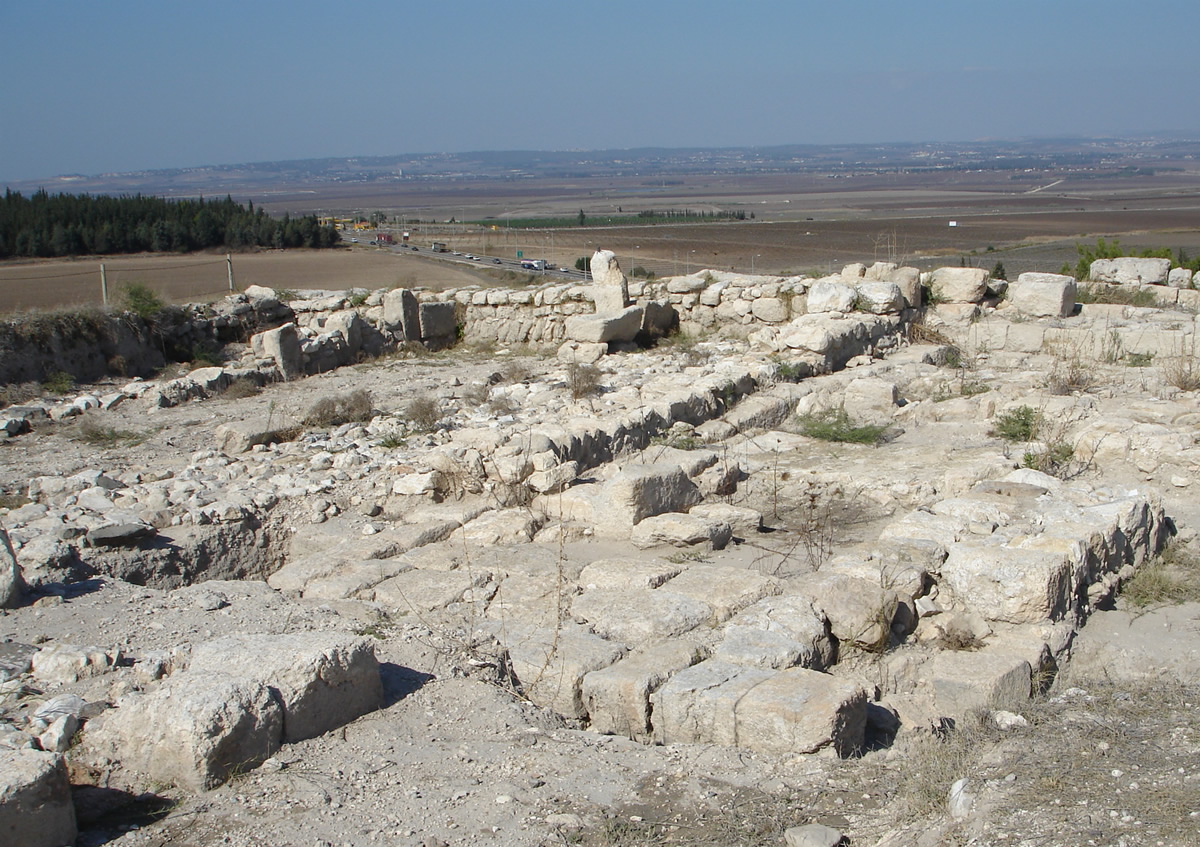
Die nördlichen Stallungen oder Lagerhallen aus der Zeit Ahabs (9. Jh. v. Chr.)
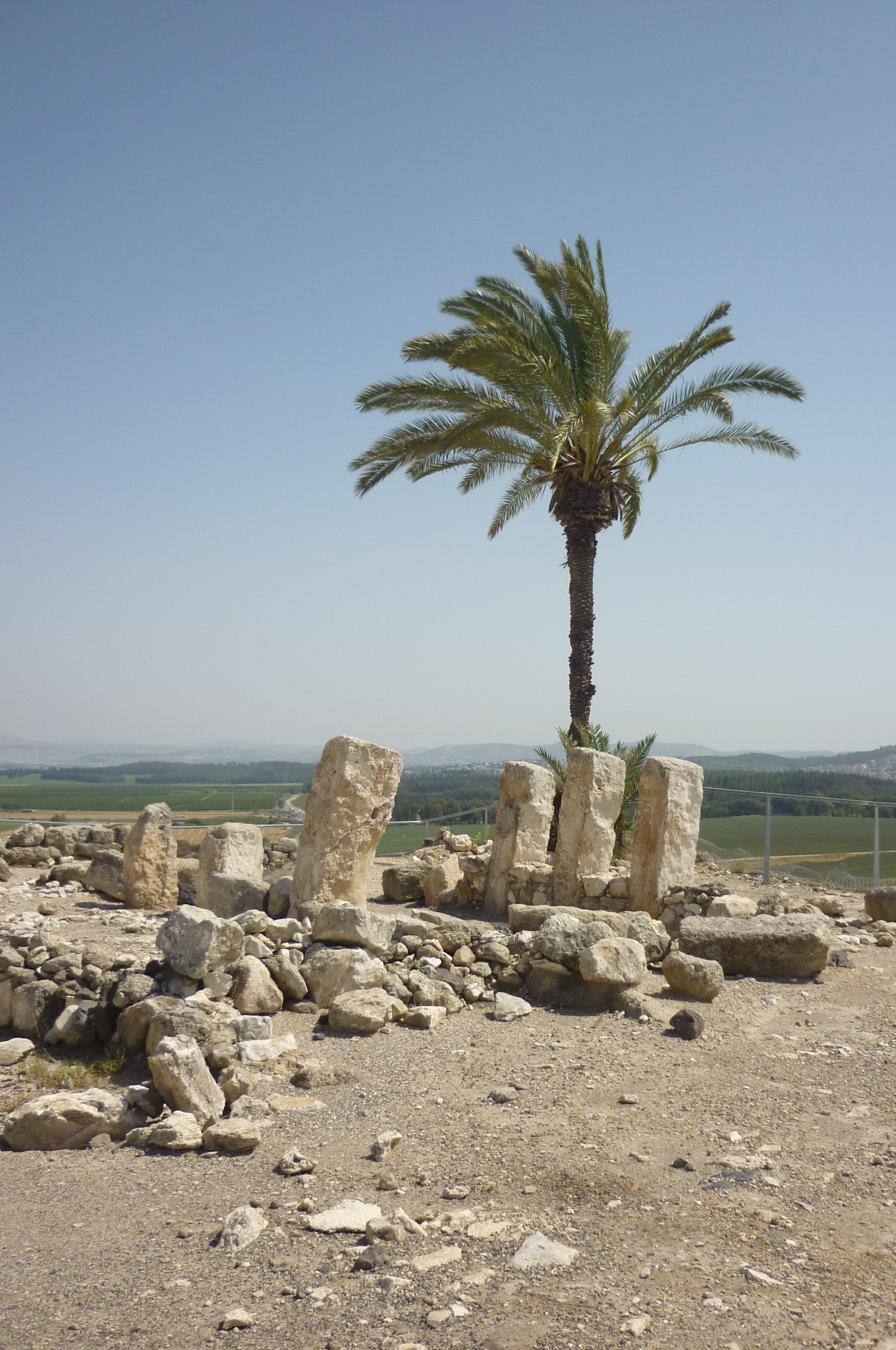
Israelitisches Haus (Vierraumhaus)
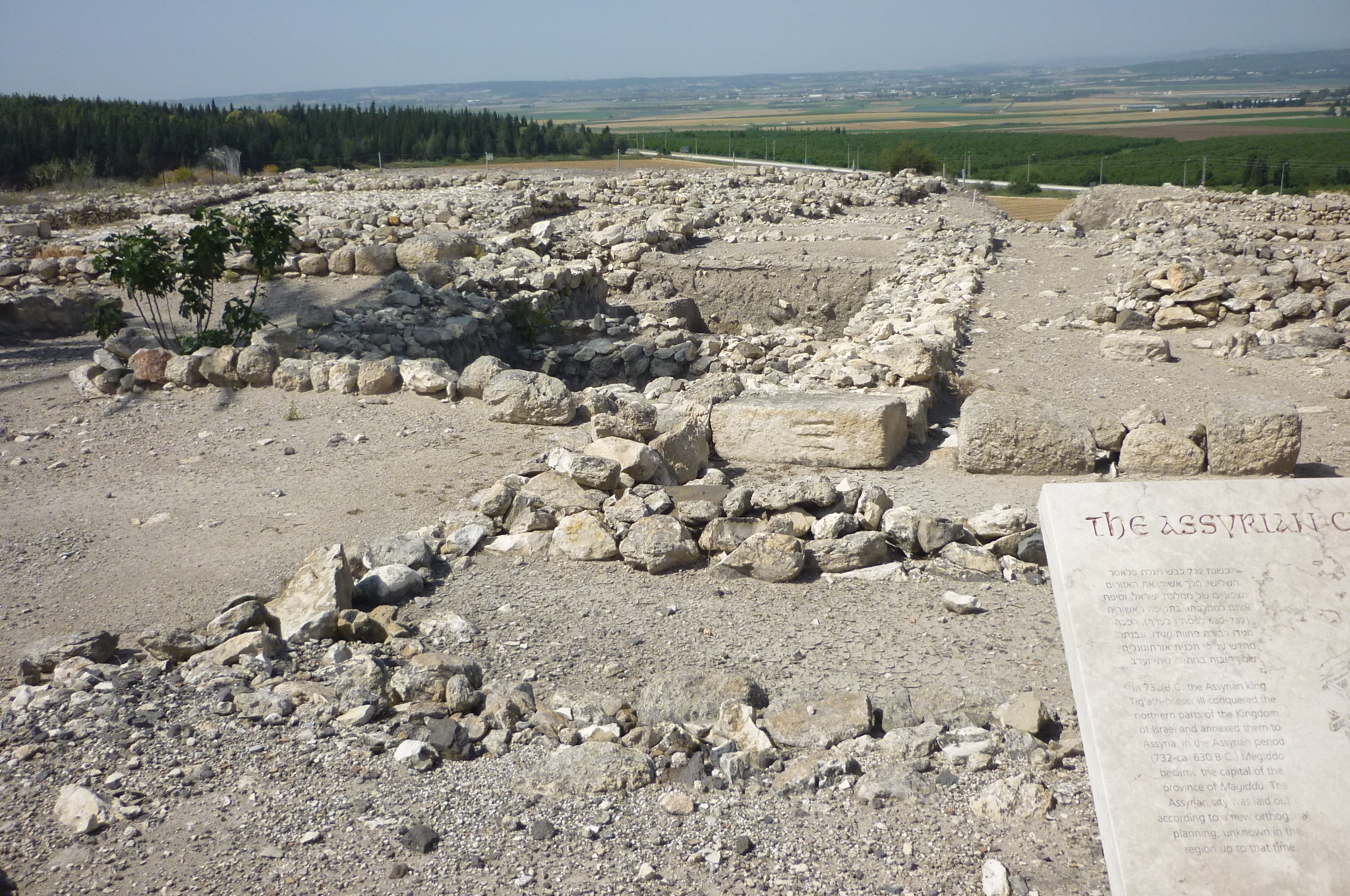
Assyrischer Palast
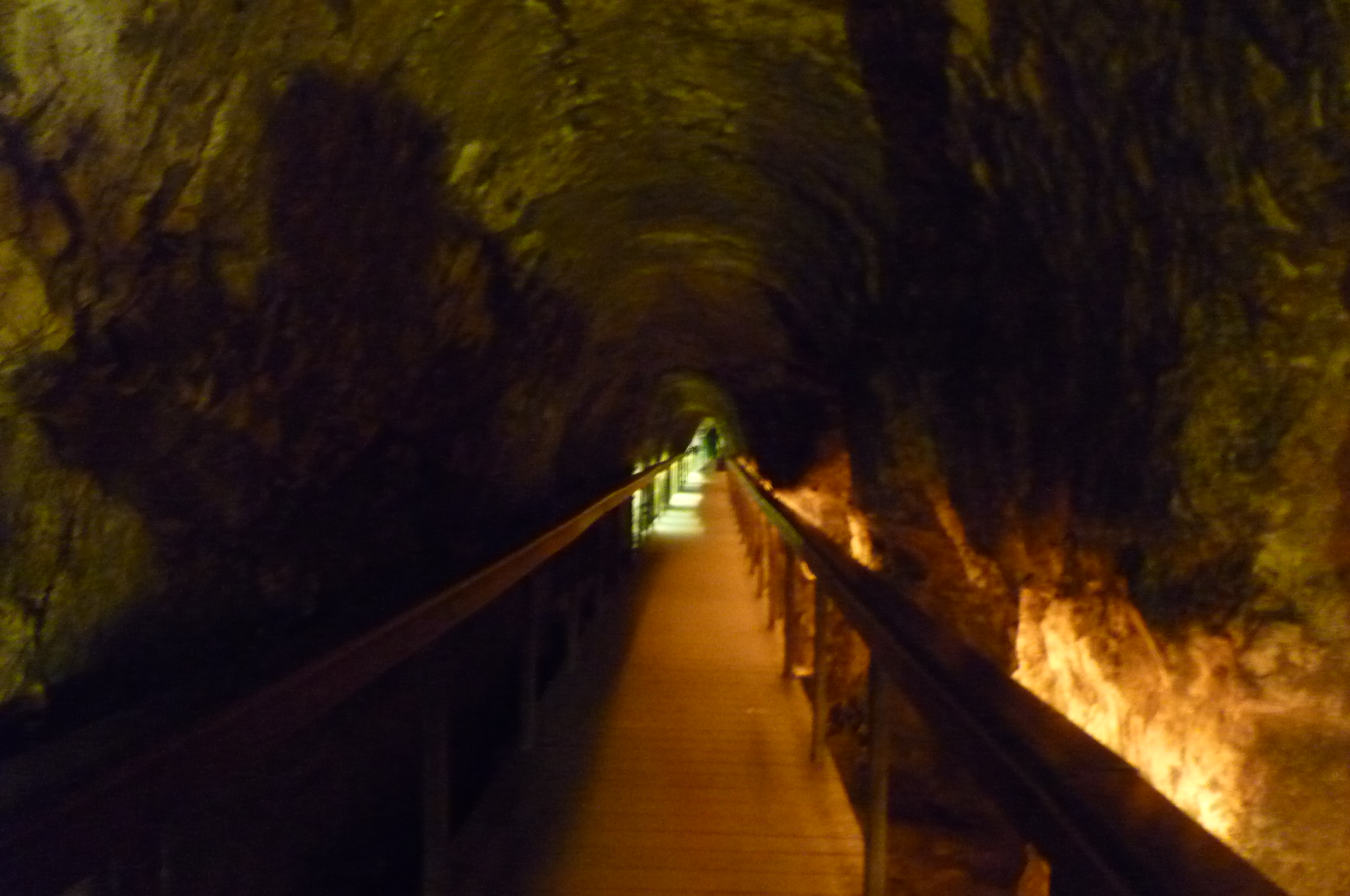
80 m langer Wassertunnel sicherte Wasserzufuhr auch unter Belagerung
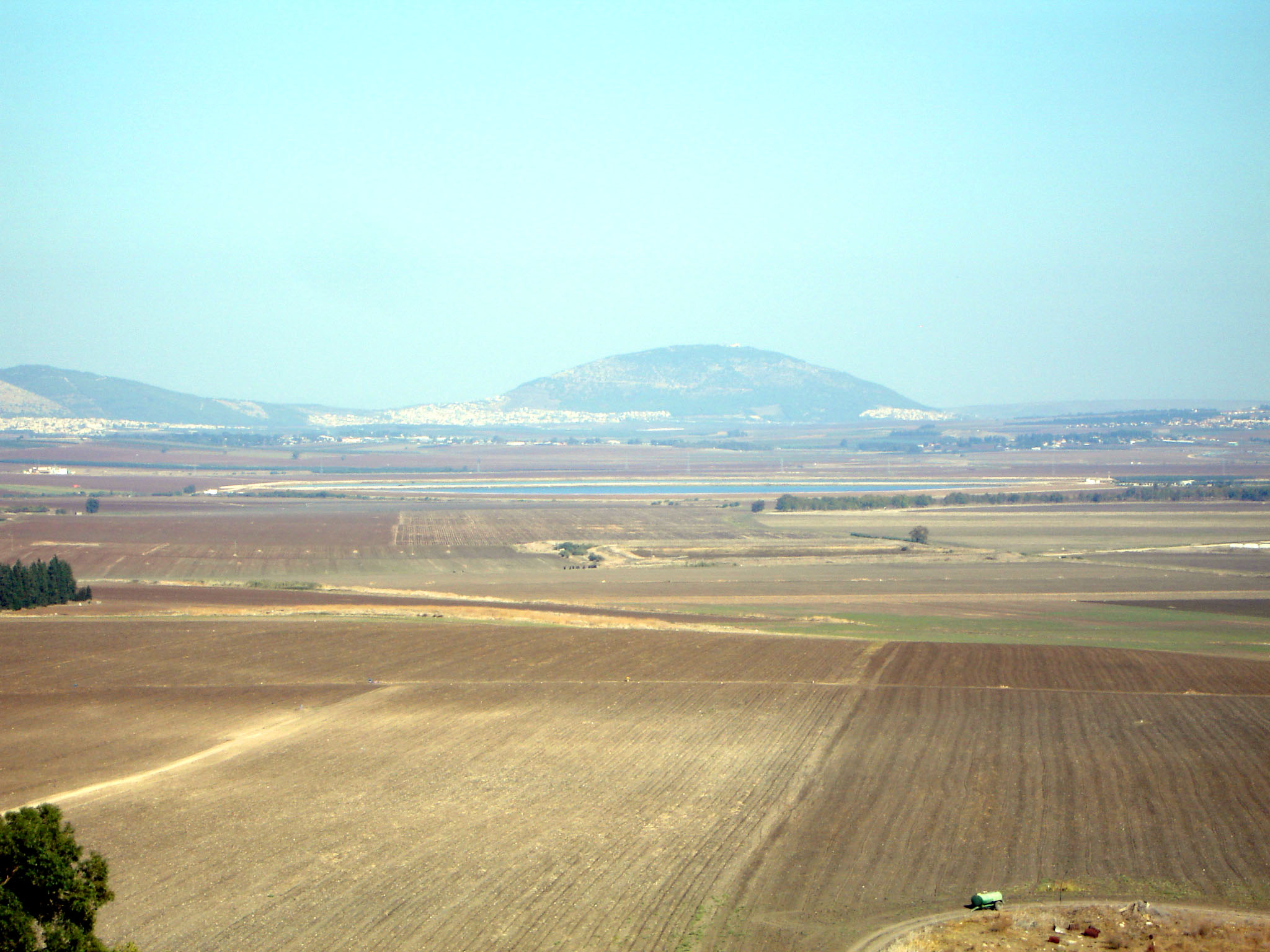
Blick von Megiddo zum Berg Tabor

## Forschungsgeschichte
Ausgrabungen in der ersten Hälfte des 20. Jahrhunderts haben 20 verschiedene Siedlungsschichten zu Tage gebracht, die vom präkeramischen Neolithikum bis zur Perserzeit reichen.
Deutsche Archäologen gruben unter der Leitung von Gottlieb Schumacher erstmals 1903 bis 1905 auf dem Tell el-Mutesellim, dem Siedlungshügel Megiddos. 1925 bis 1939 betrieb das Oriental Institute der University of Chicago eine umfangreiche Grabungskampagne. In den Jahren 1960, 1967 und 1971/72 setzten israelische Archäologen der Hebräischen Universität Jerusalem unter der Leitung von Jigael Jadin die Ausgrabungen fort. Ab 1992 ging die Grabungsleitung an Israel Finkelstein von der Universität Tel Aviv.

### Grabungsberichte
Deutsche Grabungen
- Deutscher Verein zur Erforschung Palästinas (Hrsg.): Tell El-Mutesellim. Bericht über die 1903 bis 1905 mit Unterstützung Sr. Majestät des deutschen Kaisers und der Deutschen Orientgesellschaft vom deutschen Verein zur Erforschung Palästinas veranstalteten Ausgrabungen.
  - Gottlieb Schumacher: 1. Band: Fundbericht. Rudolf Haupt, Leipzig 1908. (Digitalisat).
  - Carl Watzinger: 2. Band: Die Funde. Hinrichs, Leipzig 1929. (Digitalisat).

Grabungen des Oriental Institute
- Herbert Gordon May: Material Remains of the Megiddo Cult (= Oriental Institute Publications. Band 26). Chicago 1935.
- Robert S. Lamon: The Megiddo Water System (= Oriental Institute Publications. Band 32). Chicago 1935.
- Philip Langstaffe Ord Guy: The Megiddo Tombs (= Oriental Institute Publications. Band 33). Chicago 1938.
- Robert S. Lamon, Geoffrey M. Shipton: Megiddo 1. Seasons of 1925–34: Strata I–V (= Oriental Institute Publications. Band 42). Chicago 1939.
- Gordon Loud: The Megiddo Ivories (= Oriental Institute Publications. Band 52). Chicago 1939.
- Gordon Loud: Megiddo 2. Seasons of 1935–39 (= Oriental Institute Publications. Band 62). Chicago 1948.
- Timothy P. Harrison: Megiddo 3. Final Report on the Stratum VI Excavations (Oriental Institute Publications. Band 127). Chicago 2004, ISBN 1-885923-31-7.
- Eric H. Cline: Digging Up Armageddon. The Search for the Lost City of Solomon. Princeton University Press, Princeton 2020, ISBN 978-0-6911-6632-2.
  - Armageddon. Auf der Suche nach der biblischen Stadt Salomos. (aus dem Englischen von Cornelius Hartz) Theiss, Darmstadt 2021. ISBN 978-3-8062-4341-3.

Israelische Grabungen
- A. Zarzecki-Peleg: Yadin's Expedition to Megiddo. Final Report of the Archaeological Excavations (1960, 1966, 1967 and 1971/2 Seasons). In: Qedem. Band 56. The Hebrew University of Jerusalem, Jerusalem 2016.
- Israel Finkelstein, David Ussishkin, Baruch Halpern (Hrsg.): Megiddo III. The 1992–1996 Seasons (= Monograph Series of the Institute of Archaeology, Tel Aviv University. Band 8). Tel Aviv 2000.
- Israel Finkelstein, David Ussishkin, Baruch Halpern (Hrsg.): Megiddo IV. The 1998–2002 Seasons (= Monograph Series of the Institute of Archaeology, Tel Aviv University. Band 24). Tel Aviv 2006.
- Israel Finkelstein, David Ussishkin, Eric H. Cline (Hrsg.): Megiddo V. The 2004–2008 Seasons (= Monograph Series of the Institute of Archaeology, Tel Aviv University. Band 31). Tel Aviv 2013.

### Übriges
- Miriam Feinberg Vamosh: Megiddo - Armageddon. Hrsg.: Amikam Shoob, Itamar Grinberg, Izak Malki. Israels Antiquitäten Department, Nationalparkgesellschaft, Jerusalem 1997.
- Inbal Samet: Megiddo - National Park. Hrsg.: Tsvika Tsuk. The Israel Nature and Parks Authority.
- Volkmar Fritz: Die Stadt im alten Israel. Beck, München 1990, ISBN 3-406-34578-6.
- Volkmar Fritz: Einführung in die biblische Archäologie. Wissenschaftliche Buchgesellschaft, Darmstadt 1985, 1993, ISBN 3-534-09065-9.
- Helga Weippert: Palästina in vorhellenistischer Zeit. (= Handbuch der Archäologie. Vorderasien II, Band I.). Beck, München 1988, ISBN 3-406-32198-4.